# Livin' on the Fault Line
Albums de The Doobie Brothers
Best of The Doobies
(1976) Minute by Minute
(1978)
Singles
1. Little Darling (I Need You) (en)
Sortie : juillet 1977
2. Echoes of Love (en)
Sortie : 21 septembre 1977
3. Nothin' But a Heartache
Sortie : 9 novembre 1977

Livin' on the Fault Line  est le septième album studio du groupe américain The Doobie Brothers, sorti le 19 août 1977 sous le label Warner Bros. Records.
C'est l'un des rares albums des Doobie Brothers des années 1970 n'ayant pas produit de succès dans le top 40 du Billboard Hot 100. Pourtant, l'album a reçu un accueil critique modeste. Une grande partie de cet album toujours d'un son doux a une teinte jazz avec des influences R&B audibles sur l'ensemble de l'album. Le morceau Little Darling (I Need You) est une reprise du succès de Marvin Gaye de 1966.
L'album a atteint la dixième place du classement américain Billboard 200. Il a été certifié disque d'or par la RIAA.

## Contexte
Le membre du groupe Tom Johnston a quitté le groupe au début des sessions. Il est répertorié comme faisant partie du groupe, apparaissant sur la photo du groupe de la pochette intérieure, mais l'album ne contient aucune contribution à lui ; malgré l'écriture et le chant de cinq chansons pendant les sessions de l'album, elles n'ont pas été incluses dans la version finale.

## Liste des titres
| 1. | You're Made That Way        | Michael McDonald, Jeff Baxter, Keith Knudsen  | Michael McDonald  | 3:30 |
| 2. | Echoes of Love              | Patrick Simmons, Willie Mitchell, Earl Randle | Pat Simmons       | 2:57 |
| 3. | Little Darling (I Need You) | Holland–Dozier–Holland                        | McDonald          | 3:24 |
| 4. | You Belong to Me            | Carly Simon, McDonald                         | McDonald          | 3:04 |
| 5. | Livin' on the Fault Line    | Simmons                                       | Simmons, McDonald | 4:42 |

| 6.  | Nothin' But a Heartache   | McDonald     | McDonald                         | 3:05 |
| 7.  | Chinatown                 | Simmons      | Simmons, McDonald                | 4:55 |
| 8.  | There's a Light           | McDonald     | McDonald                         | 4:12 |
| 9.  | Need a Lady               | Tiran Porter | Tiran Porter (Simmons, McDonald) | 3:21 |
| 10. | Larry the Logger Two-Step | Simmons      | instrumental                     | 1:16 |

## Crédits
| The Doobie Brothers - Patrick Simmons – guitare électrique et acoustique, chant et chœurs - Jeff Baxter – guitare électrique et acoustique - Michael McDonald – piano, piano électrique, orgue, synthétiseurs, chant et chœurs - Tiran Porter (en) – basse, chœurs, chant (9) - Keith Knudsen – batterie, percussions, chœurs - John Hartman (en) – batterie, percussions Musiciens additionnels - Bobby LaKind – congas, chœurs - Dan Armstrong – solo de sitar électrique (9) - Norton Buffalo – harmonica (8) - Victor Feldman – vibraphone (5) - Rosemary Butler – chœurs (3, 4, 8) - Maureen McDonald – chœurs (1) - Ted Templeman – percussion - David Paich – arrangements de cordes et de cuivres (1, 3, 4, 8), arrangement de cordes (6) | Production - Producteur : Ted Templeman - Coordination de production : Beth Naranjo - Ingénieur du son : Donn Landee - Deuxième ingénieur : Kent Nebergall - Photographie et conception de l'album : Bruce Steinberg - Photo pochette intérieure : Michael Zagaris - Pilote photo aérienne : Roger Glenn - Colorisation photographique : Kristin Sundbom - Management : Bruce Cohn - Promotion : David Gest |

## Classements et certifications

### Classements hebdomadaires
| Classement (1977–78)          | Meilleure position |
| ----------------------------- | ------------------ |
| Australie (Kent Music Report) | 16                 |
| Canada (RPM)                  | 12                 |
| États-Unis (Billboard 200)    | 10                 |
| Nouvelle-Zélande (RIANZ)      | 14                 |
| Royaume-Uni (UK Albums Chart) | 25                 |
| Suède (Sverigetopplistan)     | 40                 |

### Certifications
| Pays                                                                    | Certification | Ventes   |
| ----------------------------------------------------------------------- | ------------- | -------- |
| États-Unis (RIAA)                                                       | Or            | 500 000^ |
| ^Mise en rayon selon la certification xNon précisé par la certification |               |          |